# Burg Bierkeller
Die Burg bei dem Bierkeller ist eine abgegangene Burg in der Stadt Kehl im Ortenaukreis in Baden-Württemberg.
Die Burg wurde 1224 erwähnt und nach 1491 zerstört. Das Kellergewölbe der ehemaligen Burganlage ist heute von einem Wohnhaus überbaut.